# Elbæk Efterskole
Elbæk Efterskole er en grundtvigsk efterskole i byen Elbæk (Gangsted Sogn) i den tidligere Gedved, nu Horsens Kommune. Elbæk Efterskole har ca. 148 elever. Fra 2001-2024 hed forstanderen Rasmus Clausen. I august 2024 blev Mette Kjærsgaard ny forstander. 
Værdigrundlag:
Den grundlæggende idé bag skolens virksomhed er, at alle skal udvikle livsmod og føle glæde ved livet, så man får lyst til at vise initiativ og påtage sig et ansvar. Det enkelte menneske er ikke kun noget i kraft af sig selv, men i allerhøjeste grad i kraft af samværet i et forpligtende fællesskab, hvor den enkeltes bidrag er helt centralt. Den personlige udvikling går hånd i hånd med udviklingen af fællesskabet. Det enkelte menneske og de fællesskaber, det indgår i, er på en og samme tid både hinandens modsætninger og forudsætninger. At tale sammen, at leve sammen og at handle sammen udvikler både den enkelte og fællesskabet. Den fælles forpligtelse er derfor, at alle engagerer sig i livet på skolen. At gøre en forskel både i sit eget liv og i andres kræver et personligt engagement.
Historie:
Skolevirksomheden starter med oprettelsen af en grundtvigsk friskole i 1887. Denne første friskole blev med tiden del af et større skolekompleks, hvor der gennem årene har været både børneskole, efterskole, højskole, håndværkerskole og lærerskole. I 1906 deles skolerne op og på bakken i Elbæk etablerer man Elbæk Fri- og Efterskole. Det officielle navn er Elbæk Fri- og Fortsættelsesskole. Skolen kører med denne kombinerede skolevirksomhed indtil 1966. Sideløbende var der lærerskole og højskole i de oprindelige bygninger. I 1966 lukkes friskoledelen ned og herefter kører skolen udelukkende som efterskole. Skolens navn har siden 1967 været Elbæk Efterskole.
Forstandere:
- 1887-1906: Birgitte og Johannes Elbek
- 1906-1929: Dagmar og Kristjan Jensen
- 1929-1934: Marie (død 1931) og Hans Hansen
- 1934-1966: Solvejg Bro og Leo Egelund Nielsen
- 1967-1999: Grethe og Holger Hansen
- 1999-2000: Birthe og Tom Søndergaard
- 2001-2024: Annette Støckel og Rasmus Clausen